# Elisabeth Reyes
Elisabeth Reyes Villegas  (Málaga; 25 de marzo de 1985) es una modelo española, conocida por ser Miss España 2006.

## Biografía
Nacida en Málaga. Elisabeth Reyes contaba con 20 años cuando decidió abandonar los estudios para presentarse al certamen de Miss Málaga, cuya victoria le llevó a competir por el cetro de Miss España en abril de 2006. Tras ganar dicho certamen, se le abrieron numerosas puertas en el mundo de la moda, gracias a lo que desfiló en varias pasarelas nacionales como Cibeles, Valladolid, Zaragoza y ha representado a marcas como Teleno y Blusens. También comenzó a participar en programas televisivos como Salsa Rosa o Pasapalabra.
En 2008 participó en el concurso de baile de TVE, Mira quién baila, sin embargo no logró ganar, quedando en tercer lugar. Elisabeth fue portada de la revista Interviú en su ejemplar número 1894 (segunda semana del mes de agosto de 2012). Al año siguiente, en 2013 participó en la primera edición de Expedición Imposible, donde abandonó al final de la segunda etapa. También formó parte del concurso de saltos de trampolín Splash! Famosos al agua, sin embargo fue expulsada en el primer programa.

## Vida privada
En 2007 comenzó una relación amorosa con el futbolista del Real Madrid, Sergio Ramos, que se rompió ocho meses después. 
Después mantuvo una relación con el futbolista Alexis Ruano.
En verano de 2012 comenzó una relación con el futbolista Sergio Sánchez con el que contrajo matrimonio en junio de 2014 en la Hacienda El Álamo en la provincia de Málaga.
El 4 de abril de 2017 nació su primera hija, Adriana, en una clínica malagueña.

## Sucesión de Miss España
| Predecesor: Verónica Hidalgo | Miss España 2006 | Sucesor: Natalia Zabala |